# Sarabit al-Khadim
Sarabit al-Khadim (Arabisch سرابيط الخادم, ook wel geschreven als Serabit al-Khadim of Serabit el-Khadem) is een locatie in het zuidwesten van het schiereiland Sinaï waar in de oudheid op uitgebreide schaal naar turkoois gedolven werd, voornamelijk door de oude Egyptenaren. Archeologische opgravingen, aanvankelijk door Sir William Flinders Petrie, brachten de antieke mijnwerkerskampementen aan het licht, plus een tempel van Hathor, de vooral in woestijngebieden als beschermer geëerde Egyptische godin, welke gedurende erg lange tijd in gebruik moet zijn geweest.
Sarabit al-Khadim is geen belangrijke toeristenbestemming. Hoewel zijn faraonische ruïnes niet spectaculair zijn vergeleken met die van het Nijldal, maakt deze plek juist door zijn afgelegen locatie en zijn woeste schoonheid een lange omweg de moeite waard. Er zijn een aantal sokkels, grote cartouches en stenen bavianen.
De weg erheen is voor wat betreft het laatste traject vanaf de snelweg langs de kust van de Golf van Suez praktisch nergens aangegeven en onverhard. De klim naar de tempel vanaf de zandweg is steil en de tempel is normaliter in minder dan twee uur te bereiken, behalve wanneer tijdens de zomer de temperaturen tot rond de 50 °C oplopen.
Afgezien van lokale bronnen is er geen water en ook vrijwel geen andere faciliteiten. De lokale stammen zijn verantwoordelijk voor het beschermen van de locatie tegen plunderingen en staan over het algemeen open voor hulp aan toeristen en om desgewenst op te treden als gids. Verschillende rotsen in de nabijheid vertonen graffiti die bezoekers er gedurende de 19e en 20e eeuw hebben ingekrast.
In 1905 heeft William Flinders Petrie hier de volgens sommige onderzoekers eerste pogingen gevonden om het alfabet te vormen. Door akrofonie heeft men de eerste letters gevormd. Zij vormen de oervormen van het proto-sinaïtische alfabet. Sporen in de grotten zijn te dateren rond 1800 v.Chr., volgens andere onderzoekers 1500 v.Chr.